# 塞爾希伊夫卡 (庫萊夫恰市鎮)
45°59′53″N 29°57′17″E / 45.99806°N 29.95472°E

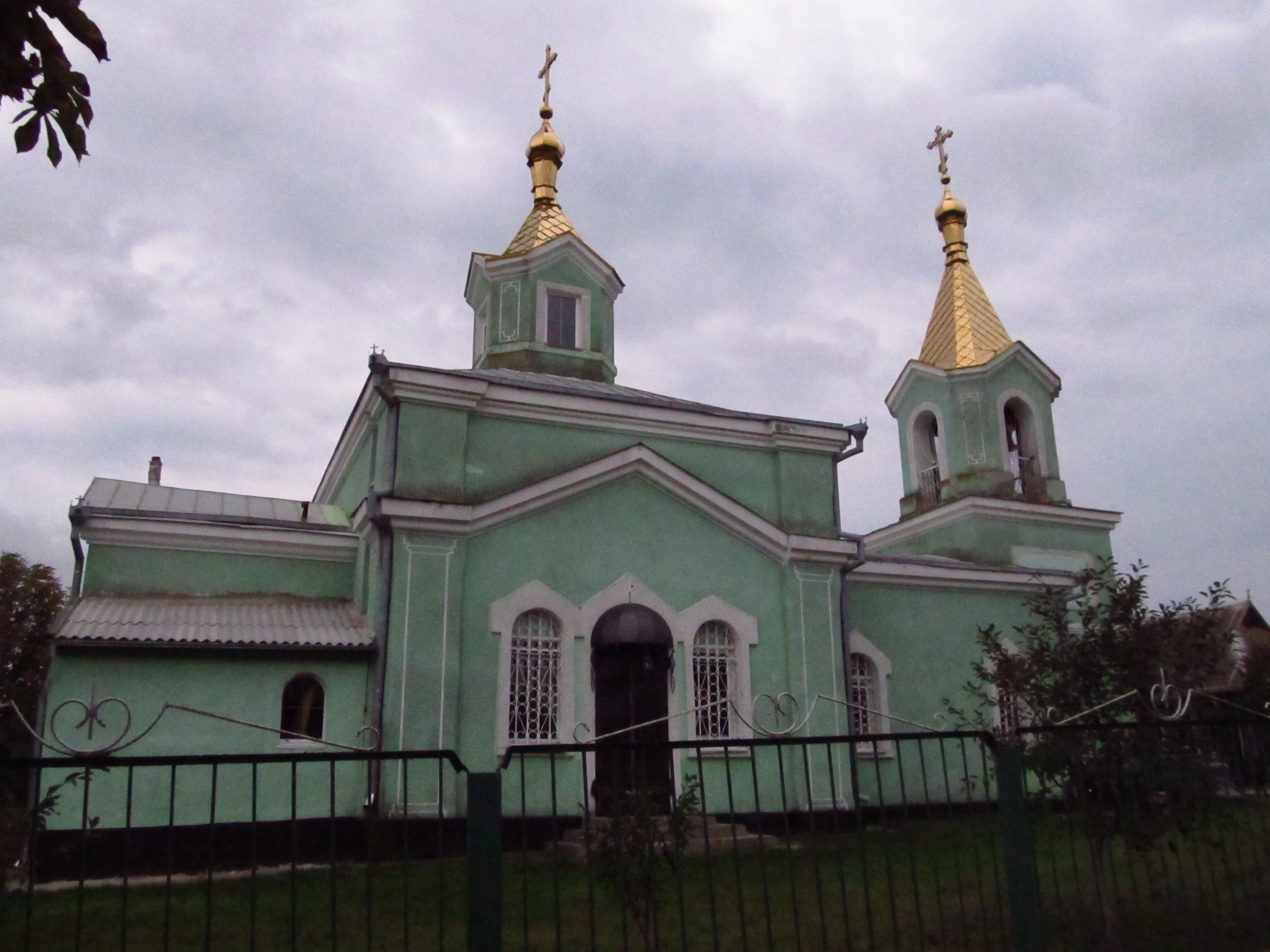

塞爾希伊夫卡（羅馬化：Serhiivka）是位於烏克蘭西南部的村莊，由敖德萨州比爾霍羅德-德涅斯特羅夫斯基區的庫萊夫恰市鎮負責管轄。該村面積2.67平方公里，海拔高度30米，2001年該城鎮人口1,420。